# The Hole (pel·lícula de 2001)
The Hole és una pel·lícula britànica del 2001 de thriller psicològic dirigida per Nick Hamm, basada en la novel·la de 1993 After the Hole  de Guy Burt. La pel·lícula és protagonitzada per Thora Birch, Desmond Harrington, Daniel Brocklebank, Laurence Fox, Keira Knightley i Embeth Davidtz. Filmada l'any 2000, la pel·lícula va comptar amb Thora Birch en el paper principal, cosa que es va atribuir a la seva aparició a American Beauty (1999). També va suposar el primer paper important de Knightley en un llargmetratge.
The Hole es va estrenar al Regne Unit el 20 d'abril de 2001 i va recaptar un total de 7,8 milions de dòlars. Dimension Films, que l'octubre de 2001 va adquirir els drets per distribuir la pel·lícula en sales als Estats Units, no ho va fer mai; en canvi, va ser llançat directe a vídeo gairebé dos anys més tard, per la llavors companya subsidiària de Disney de Dimension Buena Vista Distribution. La pel·lícula es va rodar a Bray Studios i a diversos llocs del sud d'Anglaterra, inclòs Downside School a Somerset.

## Argument
L'estudiant de l'escola privada Liz ressorgeix, desordenada i sagnant, després de desaparèixer 18 dies abans juntament amb els seus companys Mike, Geoff i Frankie. Liz és entrevistada per una psiquiatra, la doctora Phillipa Horwood. La Liz explica com el seu amic Martin va organitzar que els quatre passessin el cap de setmana en un refugi nuclear subterrani abandonat per evitar una excursió escolar. La Liz es presenta com a impopular, però com que Frankie és la seva amiga, va poder convèncer els altres perquè baixessin al refugi.
Quan en Martin no torna a buscar-los, els quatre s'adonen que estan atrapats i comencen a girar-se els uns als altres. Van descobrir micròfons amagats al refugi que Martin hi va col·locar. Intentant cridar l'atenció de Martin, Frankie fingeix estar malalta, mentre que Mike i Liz fingeixen odiar-se; Martin ha tingut sentiments romàntics no corresposts per ella des de la seva infància. La Liz afirma que es van despertar un matí i van trobar l'escotilla oberta, cosa que els va permetre escapar a tots.
Phillipa és escèptica amb la història de la Liz. Posteriorment, Martin és detingut per la policia, on explica una història completament diferent: afirma que Liz i Frankie van orquestrar l'esquema per tal que Liz conegués millor Mike i que Frankie passés temps amb Geoff. Liz no és la solitària impopular com s'ha retratat a si mateixa: de fet, és Martin qui és el solitari, mentre que Liz i Frankie són les noies populars. Mentrestant, la Liz torna a casa, on experimenta flashbacks inquietants sobre el que va passar. Un Martin enfurismat va a visitar la Liz, creient que l'estava incriminant. Ella fuig d'ell pel jardí i s'acosta a un sobreeixidor. Martin plora, i la Liz diu que sabia que el deixarien anar perquè no podien demostrar res.
A la seva propera reunió, la Liz li diu a Phillipa que no recorda què va passar al refugi. Malgrat les protestes inicials de Phillipa, accepta la petició de la Liz de tornar al búnquer, amb l'esperança d'invocar la seva memòria. Un cop a dins, la Liz revela la veritat: s'havia tancat ella mateixa i els seus amics dins amb l'esperança de guanyar-se l'afecte d'en Mike, amb qui està obsessionada. Després de descobrir que tant ell com en Geoff havien anat a dormir amb Frankie, ella va decidir espontàniament tancar la porta amb clau, aïllant-los i donant-li l'oportunitat d'apropar-se a Mike. Els quatre tenien planejat beure i consumir drogues al refugi, però la constatació que no poden escapar fa que el grup caigui en la histèria. Frankie aviat es posa malalt i no pot parar de vomitar. Això augmenta la seva deshidratació, trenca el revestiment del seu estómac i posa una gran tensió al cor (que es veu debilitat per la bulímia) que porta a una aturada cardíaca i la mort.
Liz, Mike i Geoff es van quedar sense menjar i aigua. Quan Mike descobreix que Geoff guarda una Coca-Cola a la seva motxilla, l'ataca amb ràbia i, de passada, el mata colpejant el cap d'en Geoff repetidament a terra. Liz suggereix un pacte suïcidi on Mike li confessa el seu amor per ella; això la fa pujar per l'escala fins a l'entrada del refugi i desbloquejar la porta. Quan Mike va descobrir que tenia la clau tot el temps, intenta perseguir-la, pujant ràpidament per l'escala i fent que es trenqui. Mike cau, és empalat per l'escala trencada i mor.
Després que la Liz acabi d'explicar la història, Phillipa li demana que faci una declaració oficial que corrobori la versió dels fets de Martin. Liz es nega, després d'haver assassinat en Martin quan la va visitar el dia abans. La policia arriba al refugi i la Liz comença a cridar per demanar ajuda, fent veure que Phillipa intenta atacar-la. Mentrestant, el cadàver d'en Martin és pescat fora del riu i a la seva butxaca, la policia troba la clau del refugi que l'involucra en els fets. La policia atribueix la seva mort al suïcidi. A la Liz se li permet anar lliure. Deixa el refugi a la part posterior d'una ambulància, somrient a la Phillipa des de la finestra mentre s'allunya.

## Repartiment
- Thora Birch com Elizabeth "Liz" Dunn
- Desmond Harrington com a Michael "Mike" Steel
- Daniel Brocklebank com a Martin Taylor
- Laurence Fox com a Geoffrey "Geoff" Bingham
- Keira Knightley com a Frances "Frankie" Almond Smith
- Embeth Davidtz com a doctora Philippa Horwood
- Steven Waddington com a DCS Tom Howard
- Gemma Craven com a Sra. Dunn
- Anastasia Hille com a patòloga forense Gillian
- Kelly Hunter com a DI Chapman

## Producció
Nick Hamm va començar a buscar actors a finals de 1999. Hamm va descriure la nouvinguda Keira Knightley com una versió jove de Julie Christie. Per preparar-se per al paper, Thora Birch va visitar una escola pública anglesa. La fotografia principal va començar el 2 de juliol de 2000 i va acabar el 9 de novembre de 2000 va durar sis setmanes i va tenir lloc per Londres i el sud d'Anglaterra. Es van rodar exteriors a Downside Boarding School a Somerset, Royal Grammar School, High Wycombe i Bray Studios. La pel·lícula es va rodar en format Super 35.

## Recepció
A Rotten Tomatoes, la pel·lícula té un índex d'aprovació del 53% basat en les ressenyes de 17 crítics.
Michael Thomson, en una ressenya per a la BBC, va dir que la pel·lícula era una "aventura fosca i espantosa" influenciada per la novel·la de William Golding El senyor de les mosques, amb el forat substituint la configuració de l'illa. Va criticar el treball de càmera i alguns dels diàlegs, però va elogiar Thora Birch.